# 大阪府立泉北高等学校
大阪府立泉北高等学校（おおさかふりつせんぼくこうとうがっこう）は、大阪府堺市南区にある公立高等学校。

## 概要
1969年に全日制普通科高等学校として設置され、その後2005年に国際・科学高校に改編された。
総合科学科と国際文化科の2学科を設置している。総合科学科では理数教育に重点をおき、また国際文化科では外国語教育に重点をおいている。
国際文化科の授業内容は、CALL教室やLL教室を使った英語の授業に加え、異文化理解、第二外国語（フランス語、スペイン語、中国語、韓国・朝鮮語から一科目選択）などがあり、TOEIC Bridgeは全員受験することになっている。さらに、1年の冬から2年の秋まで海外留学が可能で、帰国しても留年することなく3年への進級が可能である。
2003年度より65分授業を導入している。1日5時限の授業を実施している。
2006年度から2022年度までの17年間、文部科学省からスーパーサイエンスハイスクールに指定された（2023年3月指定終了）。
2011年より、イングリッシュフロンティアハイスクールズG3グレード校に指定されている。

## 沿革
全日制普通科高校として1969年に開校した。初年度は7学級での募集だったが、1970年代・1980年代の高校生急増期の生徒受け入れ対策により増学級を繰り返し、ピーク時の1987-1989年度には1学年14学級となった。
1992年には国際教養科（2学級）を併設した。普通科・国際教養科の2学科体制が続いていたが、2005年度新1年生より学年進行で国際・科学高校へと改編されている。

### 年表
- 1968年10月1日 - 大阪府立泉北高等学校設立準備室を開設（この日を創立記念日とする）。
- 1969年4月1日 - 大阪府立泉北高等学校として現在地に開校。全日制普通科を設置。
- 1992年 - 国際教養科を新設。
- 2003年 - 65分授業を導入。
- 2005年 - 国際・科学高校に改編。従来の普通科・国際教養科を募集停止し、新たに国際文化科・総合科学科を新設。
- 2006年 - 文部科学省からスーパーサイエンスハイスクール（SSH）に指定（第Ⅰ期～第Ⅲ期）。2023年3月指定終了。

## 交通
- 南海バス 泉北高校前バス停下車すぐ。

## 著名な出身者
- 大﨑洋 - 吉本興業ホールディングス代表取締役会長
- 古舘寛治 - 俳優
- 前芝武史 - 彫刻家
- 詩乃優花 - 元宝塚歌劇団花組娘役
- 山上賢治 - 俳優
- 鈴木磨人 - フットサル選手
- 坂本真宏 - 元プロボクサー
- 正田壮史 - プロレスラー
- 稲田美紀 - 芸人、紅しょうが